# 툴라니 세레로
툴라니 칼렙 세레로(영어: Thulani Caleb Serero, 1990년 4월 11일 ~ )는 코르 파칸 클럽과 남아프리카 공화국 축구 국가대표팀에서 활약하고 있는 남아프리카 공화국의 축구 선수이다.

## 수상

### 클럽
아약스 케이프타운
- MTN 8 준우승: 2009
- 텔콤 녹아웃 준우승: |2010

아약스
- 에레디비시 (3): 2011–12, 2012–13, 2013–14
- 요한 크라위프 스할 (1): 2013
- 에우제비우 컵 (1): 2014[3]

### 개인
- PSL 올해의 선수: 2011[4]
- PSL 시즌 최고의 선수: 2011[4]
- PSL 선수 선정 시즌 최고의 선수: 2011[4]
- PSL 올해의 영 플레이어: 2011[4]
- SAFA 올해의 영 플레이어: 2009[5]